# Westliche Simonyspitze
Westliche Simonyspitze (3473 m n. m.) je hora ve Vysokých Taurách v Rakousku. Nachází se ve skupině Venedigeru na hranicích mezi Tyrolskem a Salcburskem. Leží v hřebeni Tauernhauptkamm mezi vrcholy Östliche Simonyspitze (3448 m) na severovýchodě a Umbalköpfl (3429 m) na jihozápadě. Poblíž vybíhá z hlavního hřebene směrem na jih rozsocha, kde prvním výrazným vrcholem je Hintere Gubachspitze (3387 m). Na severozápadních svazích hory se rozkládá ledovec Krimmlerkees stékající do horních partií doliny Krimmler Achental, na jihovýchodních svazích ledovec Simonykees stékající do horní části doliny Maurertal. Hora byla pojmenována na počest rakouského geografa Friedricha Simonyho.
Jako první vystoupili na vrchol 28. července 1871 stuttgartský horolezec Theodor Harpprecht v doprovodu horského vůdce Josefa Schnella. 
Na vrchol lze vystoupit například od bivaku Kleine-Philipp-Reuter-Hütte (2677 m) přes ledovec Umbalkees. Jedná se o ledovcovou túru ohodnocenou stupněm obtížnosti II.

## Galerie

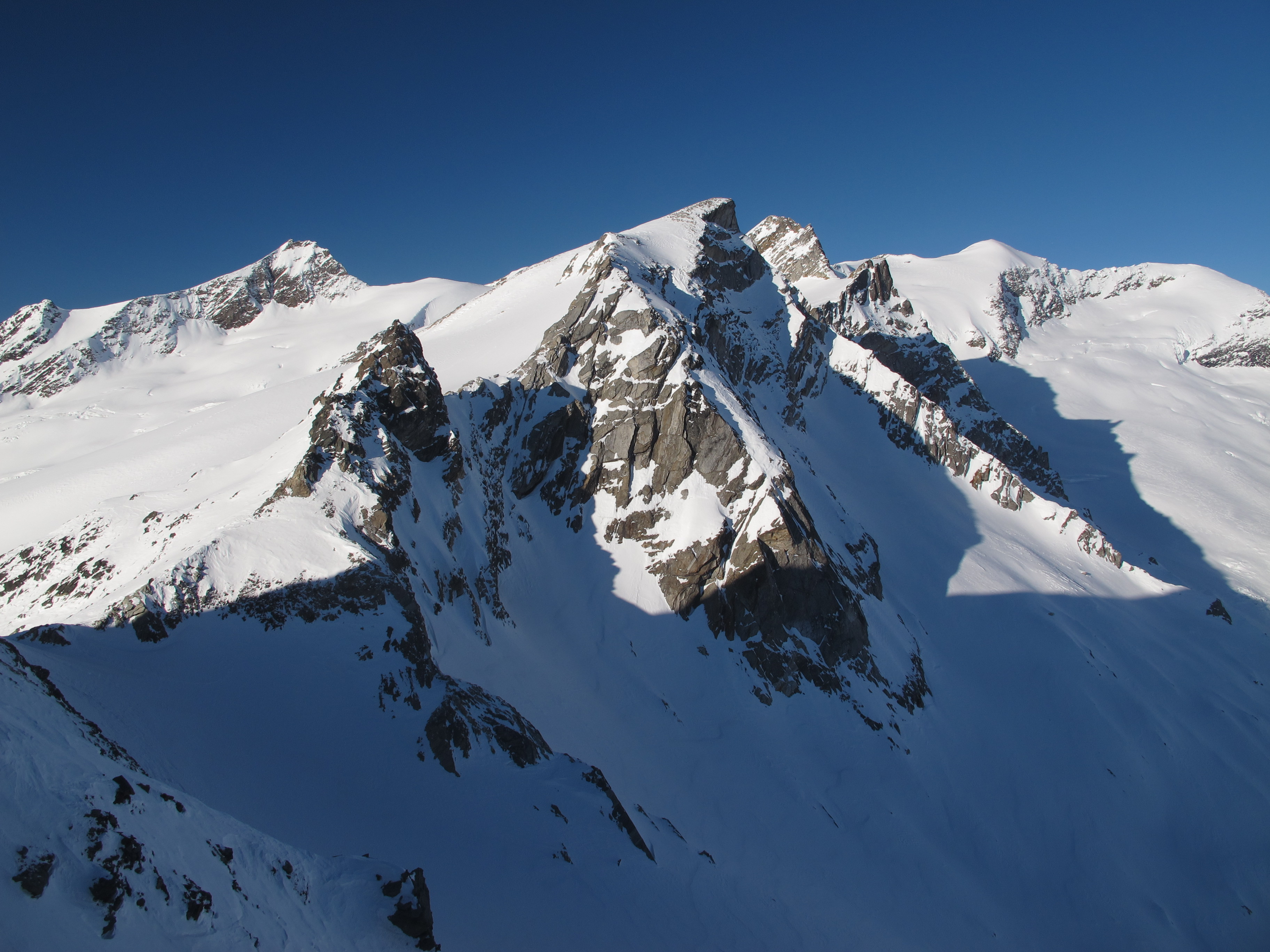
Gubachspitzen, Simonyspitzen, Dreiherrnspitze
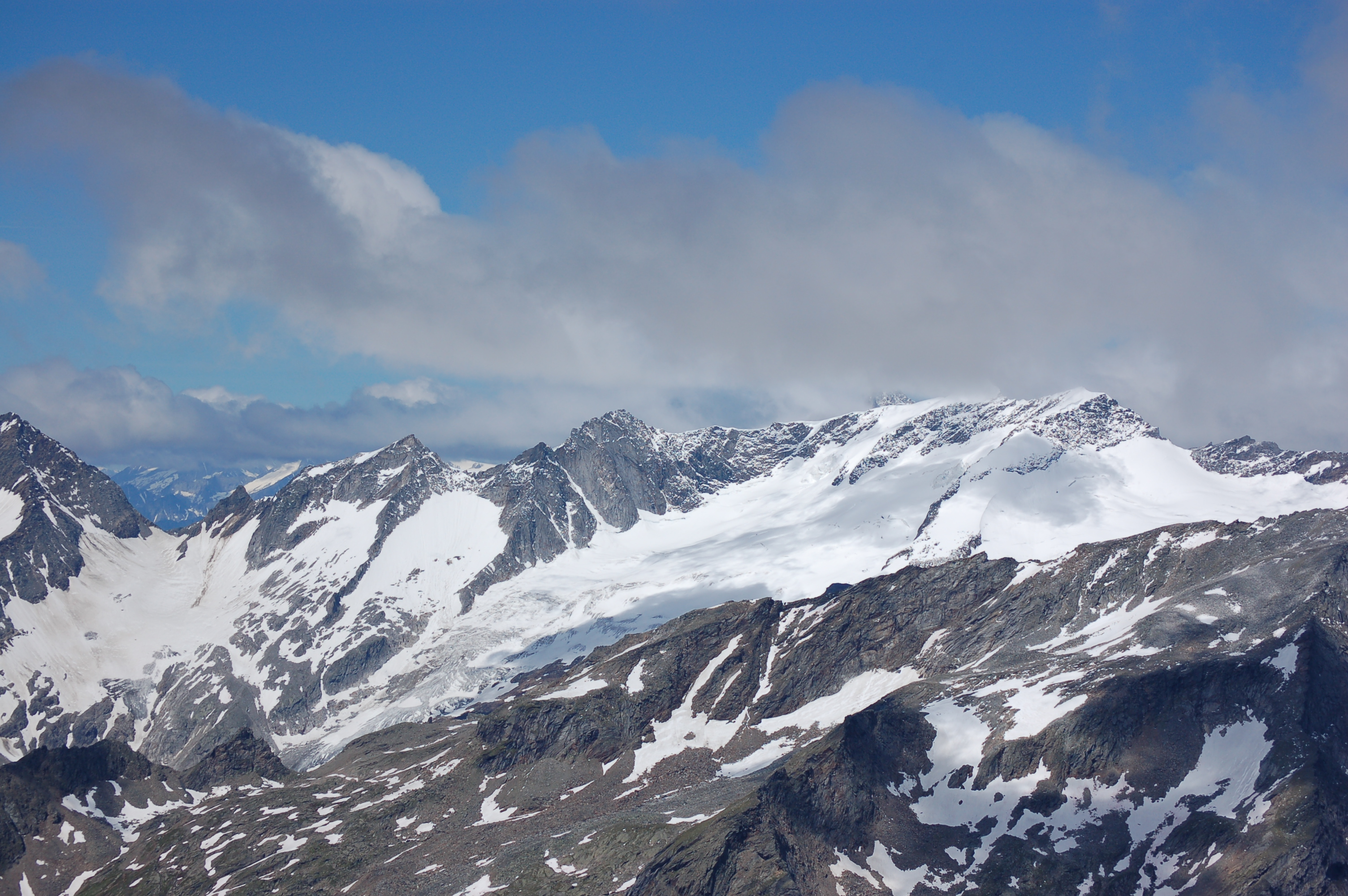
Gubachspitzen und Simonyspitzen od Weißspitze
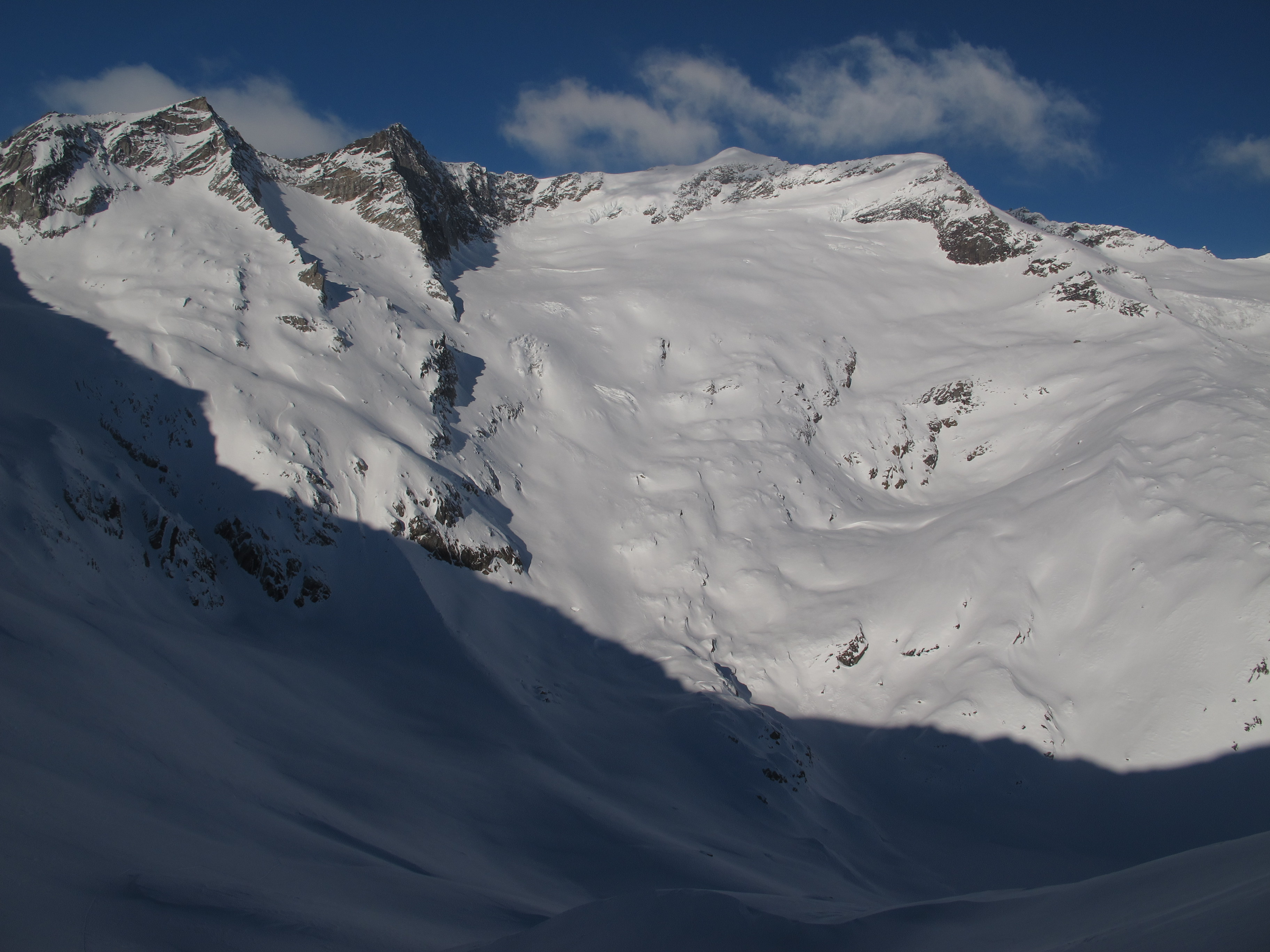
Gubachspitzen, Simonyspitzen